# تراث شعبي سوري
التراث الشعبي السوري هي كل ما يشمل العادات والتقاليد والثقافة والفن السوري والأغاني والرقص  و اللباس التي يختص بها الشعب السوري دونا عن سواه.